# Procesul Szoboszlay

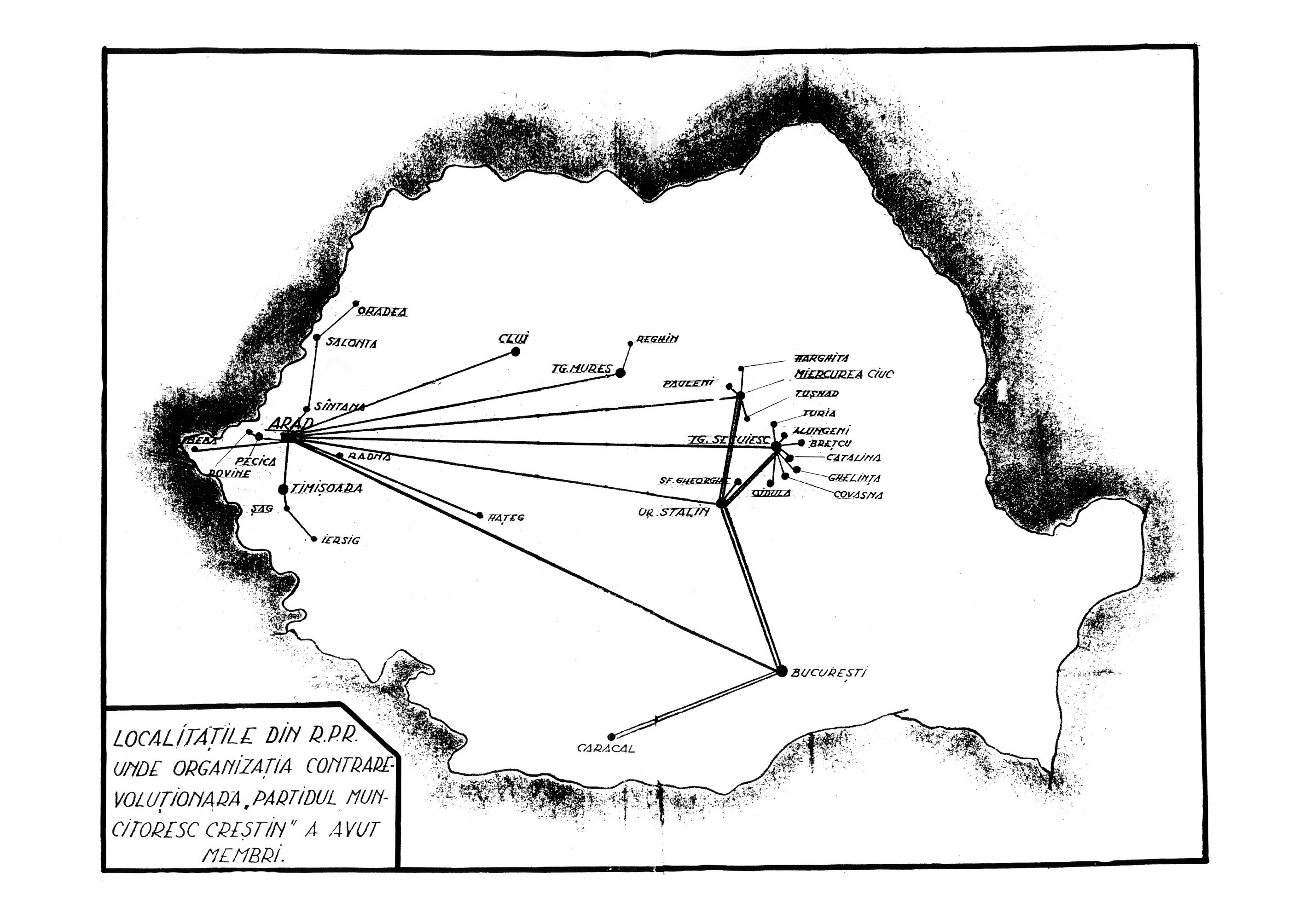
Harta mișcării Szoboszlay

Procesul Szoboszlay a fost un proces politic derulat în România în anul 1958, al cărui nume a fost luat după numele inculpatului principal, organizatorul și ideologul Aladár Szoboszlay, preot-paroh la Șag-Timiș. 

## Procesul
În cadrul activităților premergătoare acestui proces, cu începere din toamna anului 1957 și până în anul 1958 au fost arestate aproape 200 de persoane, din care 57 de persoane au fost aduse în fața justiției. Procesul care a avut ca obiect dosarul de judecată nr. 357/1958 a început la Timișoara la data de 17 aprilie 1958, având loc la Tribunalul Militar al Regiunii a III-a Militară Cluj. Completul de judecată a fost prezidat de către maiorul Pál Macskási, instanța hotărând prin sentința penală nr. 719 din 30 mai 1958:
- condamnarea a:

- 10 persoane la pedeapsa capitală
- celorlalți 47 de membri ai lotului la pedepse grele cu închisoarea

- confiscarea averii pentru toți inculpații.

Acuzațiile principale împotriva inculpaților au fost reprezentate de:
- înființarea încă din anul 1950 a unei organizații contrarevoluționare cu numele de Partidul Creștin al Muncii, care avea scopul de a submina securitatea internă și externă a Republicii Populare Române (cea mai gravă)
- răspândirea scrierilor subversive ale lui Szoboszlay și generarea unei atmosfere dăunătoare vieții liniștite a populației
- pregătirea unei răscoale armate pentru desființarea regimului democratic-popular și pentru restaurarea regimului burghezo-moșieresc asupritor atât în Republica Populară Română, cât și în Republica Populară Ungară și înființarea unei confederații româno-maghiare.

Au fost executați ca urmare a condamnării rezultate ca efect al acuzației principale de uneltire împotriva securității interne și externe a Republicii Populare Române:
- Aladár Szoboszlay, preot romano-catolic
- József Huszár
- Ștefan Kónya (în maghiară Kónya István)
- Ștefan Lukács (în maghiară Lukács István)
- Imre Tamás
- Dezideriu Tamás (în maghiară Tamás Dezső)
- Ștefan Orbán (în maghiară Orbán István)
- Carol Orbán (în maghiară Orbán Károly)
- Árpád Ábrahám
- Alexandru Fîntînaru, avocat greco-catolic

Alte persoane condamnate în proces, care au murit în închisoare sau la muncă forțată:
- Béla Pietsch
- Elek Szörcsey
- István Karácsonyi, călugăr romano-catolic minorit

## Revizuirea sentinței
La data de 31 ianuarie 2007 sora lui Szoboszlay Aladár, Szabo Emilne Alexandra, a cerut Parchetului de pe lângă Tribunalul Militar Cluj revizuirea sentinței penale în cauză. Cauza a fost soluționată până la urmă de către Curtea de Apel Cluj, procesul încheindu-se prin pronunțarea sentinței penale nr. 54 din 13 mai 2010, prin care instanța a hotărât anularea integrală a sentinței nr. 719/1958, achitarea tuturor celor 57 de condamnați din lotul Szoboszlay. A fost dispusă de asemenea restituirea averilor confiscate.
În anul 2018 Parchetul Militar Timișoara a deschis un dosar penal pentru omor și infracțiuni contra umanității în cazul celor zece persoane care au fost executate în 1958.

## Alte acțiuni reparatorii
Cu începere din anul 2017, se efectuează cercetări pentru descoperirea gropii comune și recuperarea rămășițelor pământești ale celor executați.